# Лотан
Лотан (ивр. לוֹטָן‎) — реформистский кибуц на юге Израиля, относящийся к региональному совету Хевель-Эйлот. Расположен в вади Арава в пустыне Негев, относится к региональному совету Хевель-Эйлот. В 2020 его население составляло 177 человек. Кибуц является членом Израильского движения за реформистский и прогрессивный иудаизм и Глобальной сети экопоселений.

## История
Кибуц основан в 1983 году идеалистически настроенной израильской и американской молодежью, которые вместе построили сообщество, разделяющее прибыль, основанное на плюралистических, эгалитарных и творческих еврейских ценностях, защищая при этом окружающую среду. Назван в честь «одного из сыновей Хорреи». (Быт. 36:20; потомок Исава, живший в Идумее неподалёку).

## Население
По данным Центрального статистического бюро Израиля, население на начало 2020 года составляло 177 человек.

## Экономика
Доход формируется за счет выращивания фиников сортов Меджул и Декель Нуар, дойных коров и коз для производства сыра, а также доходов членов кибуца и экотуризма, включая наблюдение за птицами и комплексное оздоровление, в частности ватсу — водное шиацу — процедуры и курсы.
Центр творческой экологии кибуца является экологическим образовательным, исследовательским и природоохранным учреждением. Центр предлагает академические программы совместно с Массачусетским университетом в Амхерсте и сертификационные курсы по пермакультуре, устойчивому дизайну и обучению. Услуги включают в себя интерактивный парк для органического и городского сельского хозяйства, демонстрации естественного строительства и солнечной энергии, а также энергоэффективный Экокампус, район, построенный из оштукатуренных тюков соломы.

## Галерея
- Лотан
- Развязка Кетура, недалеко от Лотана, соединяющая шоссе 40 и шоссе 90
- Купольный дом в Лотане, сделанный из тюков соломы, покрытых земляной штукатуркой.
- Достопримечательности в Лотан